# Банио Анцино
Ба̀нио Анцѝно (на италиански: Dicomano; на пиемонтски: Banj e Anzin, Бан е Анцин) е община в Северна Италия, провинция Вербано-Кузио-Осола, регион Пиемонт. Разположена е на 669 m надморска височина. Населението на общината е 524 души (към 2010 г.).
Административен център на общината е село Банио (Bannio).